# Circonscription de Lingiari
La circonscription de Lingiari est une circonscription électorale australienne dans le Territoire du Nord. Elle porte le nom de Vincent Lingiari, un militant aborigène Gurindji.
Elle a été créée en 2000 et couvre, à l'exception de la région de Darwin, la presque totalité du Territore du Nord ce qui en fait avec ses 1 352 371 km2 la deuxième plus grande circonscription fédérale, derrière la circonscription de Durack. Elle couvre aussi l'île Christmas et les îles Cocos.
C'est une des circonscriptions les moins peuplées d'Australie.

## Députés
| Nom              | Parti        | Période de mandat |
| ---------------- | ------------ | ----------------- |
| Warren Snowdon   | Travailliste | 2001-2022         |
| Marion Scrymgour | Travailliste | 2022-en cours     |

## Résultats des élections
| Parti                            | Parti                        | Candidat                     | Voix   | %     | ±     |
| -------------------------------- | ---------------------------- | ---------------------------- | ------ | ----- | ----- |
|                                  | Travailliste                 | Marion Scrymgour (en)        | 16 747 | 36,56 | −8,24 |
|                                  | Rural libéral                | Damien Ryan (en)             | 15 893 | 34,69 | −2,22 |
|                                  | Verts                        | Blair McFarland              | 5 018  | 10,95 | +2,71 |
|                                  | Une nation                   | Tim Gallard                  | 2 470  | 5,39  | +5,39 |
|                                  | Démocrates libéraux          | George Kasperek              | 1 948  | 4,25  | +4,25 |
|                                  | UAP                          | Allan McLeod                 | 1 882  | 4,11  | +1,29 |
|                                  | Indépendant                  | Michael Gravener             | 248    | 2,07  | +2,07 |
|                                  | Citoyens                     | Thong Sum Lee                | 497    | 1,08  | +1,08 |
|                                  | Indépendant                  | Imelda Adamson Agars         | 409    | 0,89  | +0,89 |
| Total des suffrages exprimés     | Total des suffrages exprimés | Total des suffrages exprimés | 45 812 | 92,63 | −2,32 |
| Votes nuls                       | Votes nuls                   | Votes nuls                   | 3 647  | 7,37  | +2,32 |
| Participation                    | Participation                | Participation                | 49 459 | 66,83 | −6,02 |
| Résultat de préférence bipartite |                              |                              |        |       |       |
|                                  | Travailliste                 | Marion Scrymgour (en)        | 23 339 | 50,95 | −4,51 |
|                                  | Rural libéral                | Damien Ryan (en)             | 22 473 | 49,05 | +4,51 |
|                                  | Travailliste retenir         | Travailliste retenir         | Swing  | −4,51 |       |